# چشم‌انداز ایران
چشم‌انداز ایران یکی از مجلات سیاسی-راهبردی است که از مرداد سال ۱۳۷۸ در ایران منتشر می‌شود. لطف‌الله میثمی صاحب‌امتیاز و مدیرمسئول این مجله است.

## توقیف
این مجله در آذر ۱۳۹۰ توقیف شد و مدتی بعد انتشارش را از سر گرفت.